# Ted "Kid" Lewis
Gershon Mendeloff, meglio conosciuto come Ted "Kid" Lewis (Londra, 28 ottobre 1893 – 20 ottobre 1970), è stato un pugile britannico.
La International Boxing Hall of Fame lo ha riconosciuto fra i più grandi pugili di ogni tempo.

## Gli inizi
Divenne professionista nel 1909.

## La carriera
Campione del mondo dei pesi welter negli Anni '10.
Antagonista di Jack Britton, che affrontò in tutto 20 volte, e di Georges Carpentier.